# Nowe Karpno
Nowe Karpno (dodatkowa nazwa w j. kaszub. Nowé Karpno) – osada w Polsce położona w województwie pomorskim, w powiecie kościerskim, w gminie Lipusz.
Osada położona nad jeziorem Skrzynki Duże, na południe od przepływowego jeziora Karpno.